# Bierry-les-Belles-Fontaines
Bierry-les-Belles-Fontaines – miejscowość i gmina we Francji, w regionie Burgundia-Franche-Comté, w departamencie Yonne.
Według danych na rok 1990 gminę zamieszkiwało 197 osób, a gęstość zaludnienia wynosiła 7 osób/km² (wśród 2044 gmin Burgundii Bierry-les-Belles-Fontaines plasuje się na 714. miejscu pod względem liczby ludności, natomiast pod względem powierzchni na miejscu 210.).